# 新しい日々/クリスマスはどうするの
「新しい日々/クリスマスはどうするの」（あたらしいひび / クリスマスはどうするの）は渡辺美里の楽曲で、1998年11月21日にEpic Records（現・エピックレコードジャパン）より発売された36枚目のシングル。

## 概要
1曲目、2曲目ともに渡辺自身が作詞作曲を手掛けている。本作は両A面シングルとして発売されており、渡辺の8cmCDシングルとしては最後の作品となった。

## 批評

### 新しい日々
CDジャーナルのサイトでは、「がむしゃらに夢を追いかけた日々を振り返り、そこから新たな明日を思い描く、渡辺美里にとって歌手人生・第2章のプロローグとも言える新緑のように爽やかな曲。自身の心情をそのまま歌に託したであろうと思われる、穏やかな情熱に満ちた秀作。」と評されている。

### クリスマスはどうするの
「いくつになっても心ときめく季節であるクリスマス。曲は恋する大人のちょっぴり照れくさそうな姿を描いたウィンター・チューン。シックなブラスの音をフィーチャーした、落ち着いた質感による ″大人のためのジングルベル″ といったところ。」と評されている

## タイアップ
「新しい日々」は、日本テレビ系『独占SPORTS情報』のテーマソングとして使用された。

## 収録曲
- 全作詞・作曲：渡辺美里／編曲：石川鉄男

1. 新しい日々 (4:47)
2. クリスマスはどうするの (6:05)　
ホーンアレンジ：山本拓夫
3. 新しい日々 (Original Backing Track)
4. クリスマスはどうするの (Original Backing Track)

## 収録アルバム
- 『Sweet 15th Diamond』 ※新しい日々 (Disc.1 #11)
- 『Sweet 15th Diamond』 ※クリスマスはどうするの (Disc.1 #4)
- 『25th Anniversary Misato Watanabe Complete Single Collection〜Song is Beautiful〜』 ※新しい日々 (Disc.3 #9)